# Mezosféra

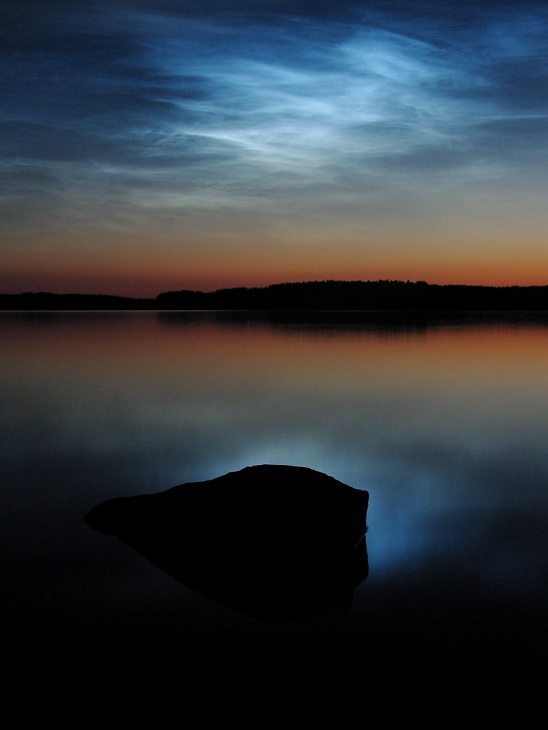
Polární mezosférický oblak.

Mezosféra (z řeckého slova mesos znamenající uprostřed) je vrstva zemské atmosféry, mezi stratosférou a termosférou. Sahá od 50 km až do výšky kolem 80–85 km.
Vrstva se nachází příliš vysoko nad oblastmi, kde létají letadla (až 27 km), a příliš nízko pro kosmické družice, tak je její průzkum poměrně složitý a komplikovaný, což má za následek, že lidstvo rozumí jen velmi málo procesům, které zde probíhají.
Teplota zde s přibývající vzdáleností od zemského povrchu klesá, asi o 3 °C na 1 km, až na cca −100 °C. Nacházejí se zde také tzv. polární mezosférická oblaka – NLC.
Pro malou hustotu již zde nedochází k zahřívání pohlcováním UV částic, proto zde teplota klesá.
V nízkých teplotách zde zamrzají vodní páry, které v této výšce mohou být osvětleny sluncem, i když na zemi je již tma. Tak vznikají svítící noční oblaka.
Mezosféra tvoří ochranný štít – shoří zde většina meteoroidů, které za sebou nechávají světelnou stopu (meteor).